# Перея
Перея або Перея Фессалоніки — передмістя Салонік в Центральній Македонії в Греції, частина муніципалітету Термаїкос.
Перея розташована на південному заході міста, навпроти затоки Термаїкос.
Поселення виникло у 1923, коли на ці землі внаслідок Греко-турецької війни 1919—1922 прибули біженці із Малої Азії та Східної Фракії.